# Holograph
|                                       | Dieser Artikel wurde im Portal Schrift zur Verbesserung eingetragen. Als Begründung wurde angegeben: „Ausbauen und belegen --Crazy1880 11:06, 10. Jan. 2010 (CET)“. Hilf mit, ihn zu bearbeiten, und beteilige dich an der Diskussion! |
| Vorlage:Portalhinweis/Wartung/Schrift | |

Ein Holograph (von altgriechisch ὅλος holos „ganz, vollständig“ und γράφειν gráfein „zeichnen, schreiben“, auch Holographon, Holograf, Holografon) ist ein vom Unterzeichner ganz und gar eigenhändig angefertigtes Schriftstück. Das Gegenteil, ein fremdhändig geschriebenes Schriftstück, bezeichnet man als Allograph.